# One Way or Another (Teenage Kicks)
One Way or Another (Teenage Kicks) est une chanson enregistrée par le groupe britannique One Direction. Il s'agit d'un medley de la chanson One Way or Another de Blondie (1979) et de Teenage Kicks des Undertones (1978). Les profits de cette chanson, créée pour une œuvre de charité, le Red Nose Day, iront à l'association Comic Relief.

## Classement
La chanson a été classée 1re du UK Singles Chart le 24 février avec plus de 113 000 exemplaires vendus la première semaine de sa sortie.

### Certifications
| Pays             | Organisme | Certification | Vente   |
| ---------------- | --------- | ------------- | ------- |
| Australie        | ARIA      | Platine       | 70 000  |
| Belgique         | BEA       | Or            | 15 000  |
| Danemark         | IFPI      | Or            | 15 000  |
| États-Unis       | RIAA      | Or            | 500 000 |
| Italie           | FIMI      | Or            | 15 000  |
| Norvège          | IFPI      | Platine       | 10 000  |
| Nouvelle-Zélande | RIANZ     | Or            | 7 500   |

## Clip
Le clip de One Way or Another (Teenage Kicks) a été tourné au Ghana, Tokyo, Londres, New York et au 10 Downing Street. Le Premier ministre du Royaume-Uni David Cameron fait d'ailleurs une apparition. Il est sorti le 20 février 2013.

## Liste des pistes
- Téléchargement numérique

1. "One Way or Another (Teenage Kicks)" - 2:37
2. "One Way or Another (Teenage Kicks)" (Sharoque Remix) - 3:07
3. "One Way or Another (Teenage Kicks)" (Instrumental) - 2:37